# Coppa di Francia 1968-1969
L'edizione 1968-1969 della Coppa di Francia è stata la cinquantaduesima edizione della coppa nazionale di calcio francese.
Vide la vittoria finale dell'Olympique Marsiglia.

## Risultati

### Trentaduesimi di finale

#### Spareggi trentaduesimi
| Squadra 1 | Risultato | Squadra 2      |
| --------- | --------- | -------------- |
| Lilla     | 1 - 0     | Quevilly-Rouen |
| Bollene   | 2 - 0     | Agde           |
| Nîmes     | 6 - 1     | Challans       |

### Ottavi di finale
| Squadra 1     | Totale | Squadra 2             | Andata | Ritorno |
| ------------- | ------ | --------------------- | ------ | ------- |
| Angers        | 3 - 3  | Olympique Lione       | 1 - 0  | 1 - 2   |
| Cambrai       | 0 - 2  | Mulhouse              | 0 - 1  | 0 - 1   |
| Metz          | 3 - 4  | Strasburgo            | 2 - 0  | 1 - 4   |
| Red Star      | 3 - 3  | Sedan                 | 3 - 2  | 0 - 1   |
| Evreux        | 1 - 3  | Stade Saint-Germanois | 0 - 1  | 1 - 2   |
| Angoulême     | 3 - 5  | Olympique Marsiglia   | 3 - 3  | 0 - 2   |
| Gueugnon      | 4 - 3  | Nizza                 | 2 - 3  | 2 - 0   |
| Saint-Étienne | 2 - 3  | Bordeaux              | 0 - 1  | 2 - 2   |

#### Spareggi ottavi
| Squadra 1 | Risultato | Squadra 2       |
| --------- | --------- | --------------- |
| Sedan     | 3 - 1     | Red Star        |
| Angers    | 3 - 1     | Olympique Lione |

### Quarti di finale
| Squadra 1             | Totale | Squadra 2           | Andata | Ritorno |
| --------------------- | ------ | ------------------- | ------ | ------- |
| Gueugnon              | 1 - 3  | Angers              | 0 - 1  | 1 - 2   |
| Mulhouse              | 0 - 3  | Bordeaux            | 0 - 2  | 0 - 1   |
| Stade Saint-Germanois | 1 - 7  | Olympique Marsiglia | 0 - 2  | 1 - 5   |
| Strasburgo            | 1 - 1  | Sedan               | 1 - 0  | 0 - 1   |

#### Spareggi quarti
| Squadra 1 | Risultato | Squadra 2  |
| --------- | --------- | ---------- |
| Sedan     | 3 - 2     | Strasburgo |

### Semifinali
| Squadra 1 | Totale | Squadra 2           | Andata | Ritorno |
| --------- | ------ | ------------------- | ------ | ------- |
| Angers    | 1 - 2  | Olympique Marsiglia | 0 - 0  | 1 - 2   |
| Sedan     | 3 - 4  | Bordeaux            | 0 - 0  | 3 - 4   |

### Finale
| Arbitro: | Roger Machin |

|  |           |                             |
|  | Marcatori | 82’ (aut.) Papin 89’ Joseph |

| Bordeaux | Olympique Marsiglia |

|                    |  |                  |     |
|                    |  |                  |     |
| P                  |  | Christian Montes |     |
| D                  |  | Gérard Papin     |     |
| D                  |  | Robert Péri      |     |
| D                  |  | André Chorda     |     |
| C                  |  | Guy Calléja      |     |
| C                  |  | Bernard Baudet   |     |
| A                  |  | Claude Petyt     |     |
| A                  |  | Félix Burdino    | 65’ |
| A                  |  | Jacques Simon    |     |
| A                  |  | Carlos Ruiter    |     |
| A                  |  | Edouard Wojciak  |     |
| Sostituzioni:      |  |                  |     |
| A                  |  | Didier Couécou   | 65’ |
| Allenatore:        |  |                  |     |
| Jean-Pierre Bakrim |  |                  |     |

|               |  |                         |  |
|               |  |                         |  |
| P             |  | Jean-Paul Escale        |  |
| D             |  | Jean-Pierre Lopez       |  |
| D             |  | Jean-Louis Hodoul       |  |
| D             |  | Jean Djorkaeff          |  |
| D             |  | Jules Zvunka            |  |
| C             |  | Jacques Novi            |  |
| C             |  | Jean-Pierre Destrumelle |  |
| A             |  | Roger Magnusson         |  |
| A             |  | Joseph Yegba Maya       |  |
| A             |  | Joseph Bonnel           |  |
| A             |  | Hubert Gueniche         |  |
| Sostituzioni: |  |                         |  |
| Allenatore:   |  |                         |  |
| Mario Zatelli |  |                         |  |